# Rieko Matsuura
 (mai 2022).
Si vous disposez d'ouvrages ou d'articles de référence ou si vous connaissez des sites web de qualité traitant du thème abordé ici, merci de compléter l'article en donnant les références utiles à sa vérifiabilité et en les liant à la section « Notes et références ».
Rieko Matsuura (松浦 理英子, Matsu'ura Rieko), née le 7 août 1958 à Matsuyama, est une autrice japonaise.
Elle a reçu le prix Bungakukai en 1978 pour son premier livre, Le Jour des funérailles (en japonais Sogi-no hi). En 1981, elle écrit Natural Woman (Nachuraru uman), qui narre les aventures homoérotiques d'une jeune dessinatrice de mangas. Son roman Pénis d'orteil, publié en 1993, est un succès commercial ; il suit l'histoire d'une jeune femme qui se réveille avec un pénis à la place du gros orteil. En 2007, elle écrit Kenshin (qu'on peut traduire par « corps de chien »), un roman dont l'héroïne se fait transformer en chien pour pouvoir rester auprès de la femme qu'elle aime.

## Liste des œuvres traduites en français
- 1987 : Natural Woman (ナチュラル・ウーマン?), récit traduit par Karine Chesneau, Editions Philippe Picquier, 1996 ; Picquier poche, 2000 (réédition 2015).
- 1993 : Pénis d'orteil (親指Pの修業時代?), roman traduit par Jean-Armand Campignon, Editions Philippe Picquier, 2000 ; Picquier poche, 2002.

## Référence
- Aimer comme une bête, article du Courrier international no 897, 10 janvier 2008. Traduction d'un article du Asahi Shinbun ; l'article original est de Shin Osanai.